# Maria Waldmann

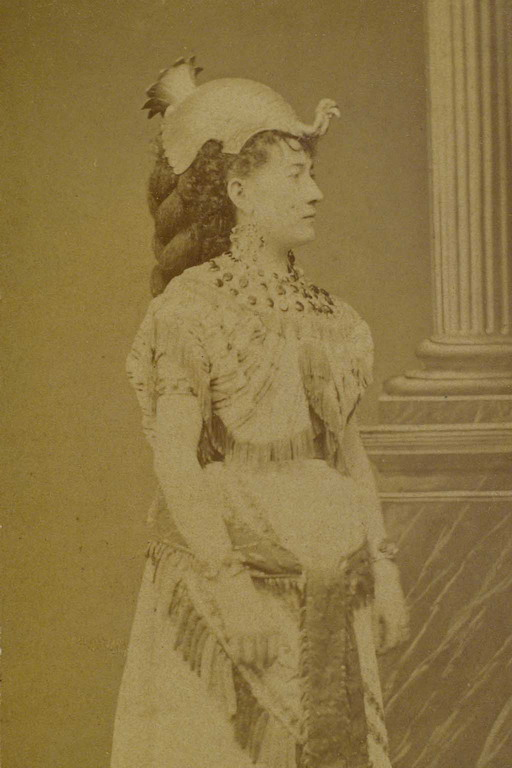
Maria Waldmann als Amneris (1872) in Verdis Aida

Maria Waldmann (* 19. November 1845 in Wien; † 6. November 1920 in Ferrara) war eine österreichische Opernsängerin (Mezzosopran), die eine enge Beziehung mit Giuseppe Verdi verband.

## Leben
Sie wurde 1845 in Wien geboren und studierte bei Francesco Lamperti. Waldmann widmete sich dem italienischen Mezzosopran-Repertoire. Sie wurde im September 1869 mit Teresa Stolz in einer Produktion von Don Carlos in Triest gehört. Danach sang sie in Moskau und an der Mailänder Scala, wo sie 1871/1872 sowohl in Verdis Oper La forza del destino als auch in der Europa-Premiere von Aida (8. Februar 1872) als Amneris auftrat. Trotz Verdis anfänglichem Widerstreben, Waldmann für diese Premiere zu gewinnen, wurde sie seine Lieblings-Amneris.
Im Jahr 1874 engagierte Verdi sie erneut für die Mezzosopran-Rolle in seinem Requiem, für das er den Liber scriptus für sie schrieb. Verdi schätzte Waldmann besonders wegen der satten, dunklen Farbe ihres unteren Alt-Registers. Er nutzte ihre Stimmlage für sein Liber scriptus, das sich auf die mittleren und tiefen Register der Mezzosopran-Reihe konzentriert, mit großer Wirkung aus.
Maria Waldmann zog sich früh aus dem Opernbetrieb zurück. Sie beendete ihre Laufbahn im Alter von nur etwa 31 Jahren, nachdem sie Herzog Galeazzo Massari geheiratet hatte. Sie lebte mit ihm im Palazzo Massari am Corso Parto Mare in Ferrara. Nach ihrer Pensionierung genoss sie danach viele Jahre lang die Zuneigung von Verdi und dessen Frau. Waldmann führte eine lang andauernde Korrespondenz mit Verdi, fast bis zu seinem Tod.
Nachdem ihr Mann schon 1902 gestorben war, verstarb Maria Waldmann im 75. Lebensjahr 1920 in Ferrara.